# Robin Hood Outlawed
 (juillet 2025).
Pour les articles homonymes, voir Robin Hood.
Pour plus de détails, voir Fiche technique et Distribution.
Robin Hood Outlawed (« Robin des Bois Hors-la-loi ») est un film britannique réalisé par Charles Raymond (en), sorti en 1912.
Ce film muet en noir et blanc met en scène Robin des Bois, un hors-la-loi au grand cœur.

## Fiche technique
- Titre original : Robin Hood Outlawed
- Réalisation : Charles Raymond (en)
- Scénario : Harold Brett
- Société de production : British & Colonial Kinematograph Company (en)
- Société de distribution : Moving Pictures Sales Agency
- Pays d'origine :  Royaume-Uni
- Langue : anglais
- Format : Noir et blanc – 1,33:1 – 35 mm – Muet
- Genre : film historique
- Longueur de pellicule : 361 m (1 bobine)
- Année : 1912
- Dates de sortie :
  -  Royaume-Uni : septembre 1912

## Distribution
- A. Brian Plant : Robin Hood
- Ivy Martinek : Maid Marian
- George Foley : Friar Tuck
- Edwin Durant : Will Scarlet
- Harry Lorraine (en) : Little John
- Jack Houghton : Sir Hubert de Boissy
- J. Leonard : Abbot of Ramsey